# Emil Weiten
Emil Weiten (* 27. September 1907 in Hilbringen; † 7. Dezember 1993) war ein saarländischer Politiker (CVP/SVP).
Weiten besuchte von 1913 bis 1920 die Volksschule und danach bis 1924 die höhere Handelsschule. Im Geschäft seiner Eltern absolvierte er bis 1929 eine Ausbildung zum Ziegeleifachmann, anschließend eröffnete er einen eigenen Tonwarenbetrieb. Im Zweiten Weltkrieg kämpfte er von 1943 bis 1945 an der Ostfront. Aus der sowjetischen Kriegsgefangenschaft wurde er Ende 1945 entlassen. Nach dem Krieg war als Landwirt tätig.
Anfang 1946 trat Weiten der neu gegründeten Christlichen Volkspartei des Saarlandes (CVP) bei. Im selben Jahr wurde er zum Bürgermeister von Hilbringen gewählt; das Amt hatte er bis 1956 inne. Von 1947 bis 1965 war er außerdem Abgeordneter im Landtag des Saarlandes. Weiten, der Mitglied der saarländischen Landwirtschaftskammer war, gehörte im Parlament dem Ausschuss für Ernährung, Landwirtschaft und Jagd an und setzte sich vor allem für die Belange der Bauern ein. Nach der Fusion der CVP und der CDU Saar trat Weiten der Saarländischen Volkspartei (SVP) bei.
1975 wurde ihm der Saarländische Verdienstorden verliehen.